# Hemileius suramericanus
Hemileius suramericanus är en kvalsterart som först beskrevs av Hammer 1958.  Hemileius suramericanus ingår i släktet Hemileius och familjen Hemileiidae. Inga underarter finns listade i Catalogue of Life.